# Çifteli
Çifteli – dwustrunowy instrument muzyczny z grupy lutni długoszyjkowych; rodzaj tanbura. Jest wykorzystywany w muzyce ludowej, jako instrument solowy i zespołowy, w akompaniamencie do pieśni i tańców (m.in. k’cimi) w północnych regionach Albanii, w Czarnogórze, Serbii, Kosowie oraz w zachodnich regionach Macedonii Północnej.
Çifteli ma gruszkowaty, głęboki korpus drążony z jednego kawałka drewna, który przykryty jest sosnową lub świerkową płytą rezonansową. Na długiej szyjce zamocowanych jest, ruchomo lub trwale, 11 do 13 progów. Niektóre instrumenty wyposażone są w dwie pojedyncze struny, inne w dwa podwójne chóry lub jedną pojedynczą i jeden podwójny chór. Struny zarywa się plektronem. Strój çifteli nie jest ustalony, ale często spotykanym jest subdominantowy.
Uznanymi muzykami wykorzystującymi çifteli są m.in. Ndue Shyti, Nezir Neli, Fatime Sokoli oraz Muharrem Xhediku.